# Petrus Frostenius
Petrus Frostenius, född 1617 i Tjällmo församling, Östergötland, död 24 februari 1668 i Björsäters församling, Östergötlands län, var en svensk präst.

## Biografi
Petrus Frostenius föddes 1617 på Egelstorp i Tjällmo församling. Han var son till en länsman. Forstenius blev 1638 student vid Uppsala universitet och 1640 vid Kungliga Akademien i Åbo. Han prästvigdes 18 september 1644 och blev komminister i Bellö församling. Frostenius blev 11 november 1663 kyrkoherde i Björsäters församling. Han avled 1668 i Björsäters församling och begravdes 29 mars samma år av biskop Samuel Enander.

### Familj
Frostenius gifte sig första gången 1651 med Brita Persdotter (död 1660). Hon var dotter till kyrkoherden i Tjällmo församling. De fick tillsammans dottern Elisabeth Frostenius som var gift med kyrkoherden Magnus Fröling i Skedevi församling.
Frostenius gifte sig andra gången 11 november 1663 Rachel Månsdotter (1629–1701). Hon var dotter till bonden Måns Bothvidsson och Anna Månsdotter i Skyllinge. Rachel Månsdotter var änka efter kyrkoherden Nicolaus Lundius i Björsäters församling. Frostenius och Rachel Månsdotter  fick tillsammans dottern Brita Frostenius som var gift med köpmannen Carl Hansson Norling (1665–1711) i Norrköping. Efter Frostenius död gifte Rachel Månsdotter om sig med kyrkoherden Sveno Erici Regnerus i Björsäters församling.